# جون ويليام كلانسي
جون ويليام كلانسي (بالإنجليزية: John William)‏ هو محامي وقاضي أمريكي، ولد في 24 فبراير 1899 في نيويورك في الولايات المتحدة، وتوفي بنفس المكان في 2 مارس 1969.